# Atriplex malvana
Atriplex malvana là loài thực vật có hoa thuộc họ Dền. Loài này được Aellen & Sauvage mô tả khoa học đầu tiên năm 1953.